# 托馬斯·皮納·伊斯拉
托馬斯·皮納·伊斯拉（西班牙語：Tomás Pina Isla；1987年10月14日—）是一位西班牙足球運動員，場上司职中場，現在效力於西甲球隊阿拉维斯。